# John Madin
John Madin (Birmingham, 23 marzo 1924 – Southampton, 8 gennaio 2012) è stato un architetto britannico.

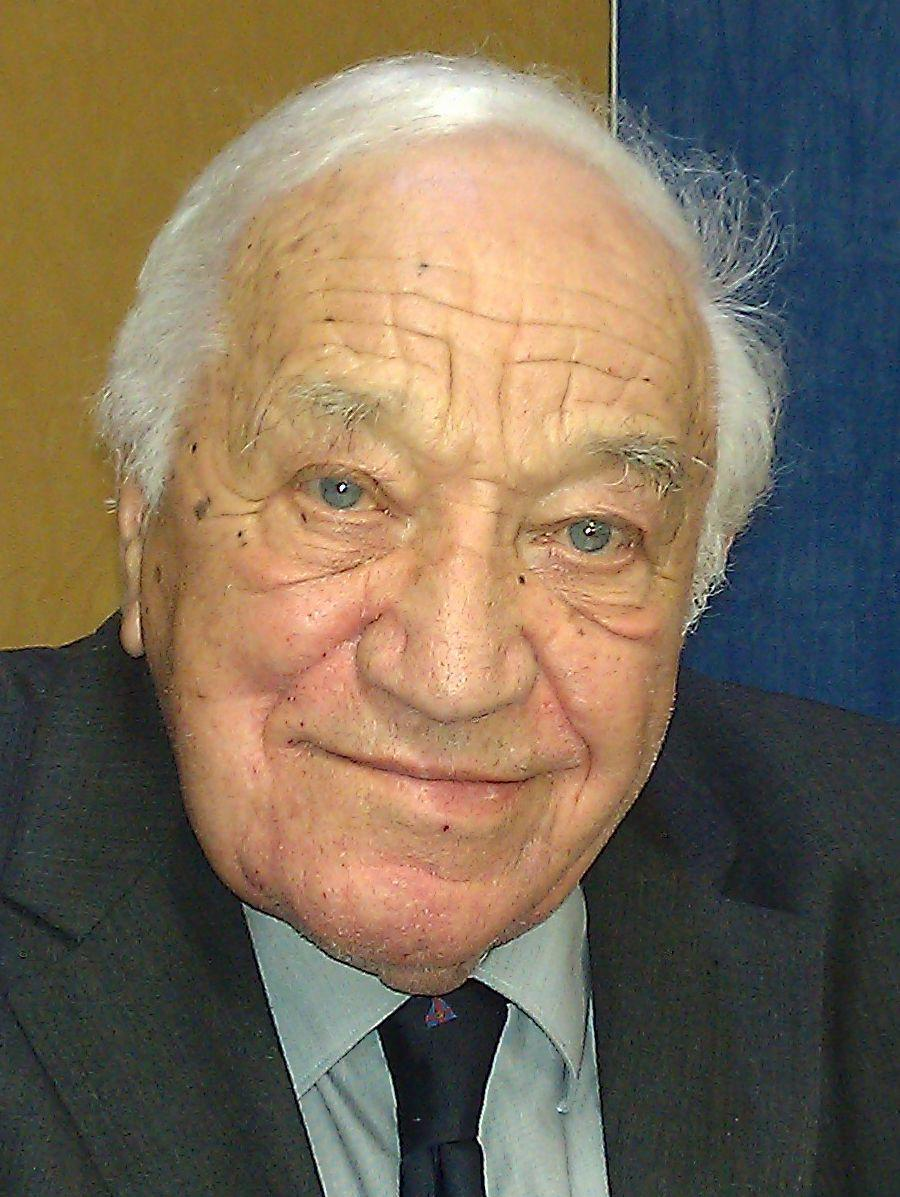
John Madin

Durante la seconda guerra mondiale ha fatto parte del "Corpo degli ingegneri reali" ("Corps of Royal Engineers") in Egitto.
È stato attivo principalmente a Birmingham con lo studio John H.D. Madin & Partners" a partire dal 1962 e con il "John Madin Design Group" dal 1968. Le opere si inseriscono nel filone dell'architettura brutalista.
Alcuni degli edifici realizzati sono stati in seguito demoliti e un dibattito è sorto sulla sorte della Central Library di Birmingham, che il concilio municipale ha deciso di demolire e ricostruire altrove.

## Opere principali
- AEU Building, Smallbrook Queensway (Birmingham), del 1955 (demolito nel 2005);
- Chamber of Commerce and Industry, Birmingham, del 1958[5];
- Post and Mail building, Birmingham, del 1960 (demolito nel 2005)[6];
- Quayside Tower, Broad Street, Birmingham, del 1965[7];
- BBC Pebble Mill, Birmingham, del 1971 (demolito nel 2005);
- Birmingham Central Library e Paradise Forum, Birmingham, del 1974;
- Metropolitan House, Five Ways, Birmingham, del 1974;
- National Westminster House, Birmingham, del 1974[8];
- Neville House, Hagley Road, Birmingham, del 1977;
- Shell Mex e BP House, Edgbaston, Birmingham;
- Sede centrale della polizia, West Bromwich;
- Redditch Central Library, Redditch;
- Sandwell Center, West Bromwich.